# Cerinza
Cerinza là một thị xã và đô thị ở Departamento của Colombia Boyacá. Cerinza is also thuộc tỉnh Tundama một phân vùng của Boyaca.
Thể loại:Thành phố, thị xã ở Boyacá Department]]